# 斯堪的纳维亚山脉
65°00′N 14°00′E / 65.000°N 14.000°E
斯堪的纳维亚山脉（瑞典語：Skanderna、Fjällen或者Kölen，挪威語：Kjølen），又譯基阿連山脈，是斯堪的纳维亚半岛上的主要山脈。
该山脉东北起自瑞典、挪威和芬兰交界地区，西南一直延伸到挪威南部，山脉东部坡度较缓，西坡直接伸入挪威海和北海，形成诸多峡湾。
山脉长约1700公里，宽约200－600公里；平均海拔約1000公尺，是古老高地，地勢西陡東緩，由于长期受冰河覆蓋，因此有大量冰蝕地形；最高峰格利特峰，海拔2468米。
从地质学上来说，斯堪的纳维亚山脉与苏格兰、爱尔兰以及北美洲的阿巴拉契亚山脉同源，於盘古大陆時期形成，是史上最雄伟的加里东山系的残余部分。

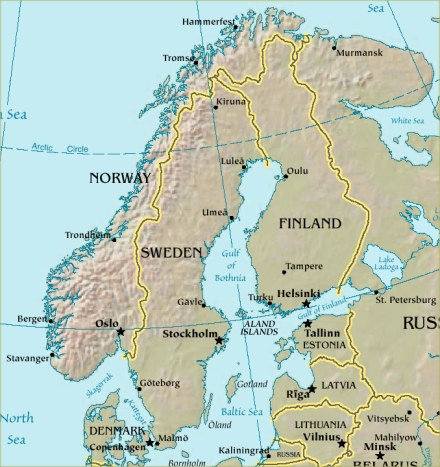
斯堪的納維亞山脈

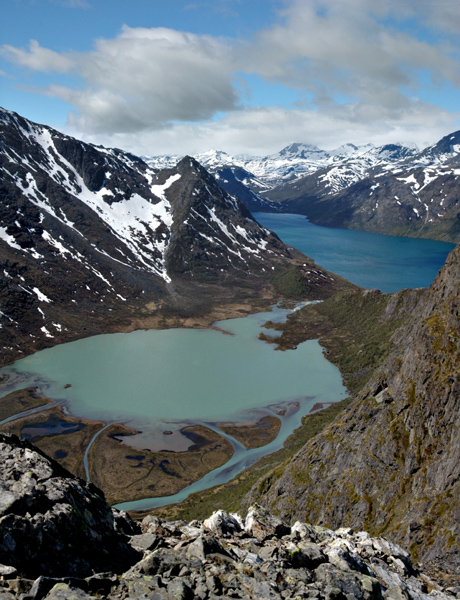
斯堪的納維亞山脈的高原